# Niederstetten (Feldkirchen-Westerham)

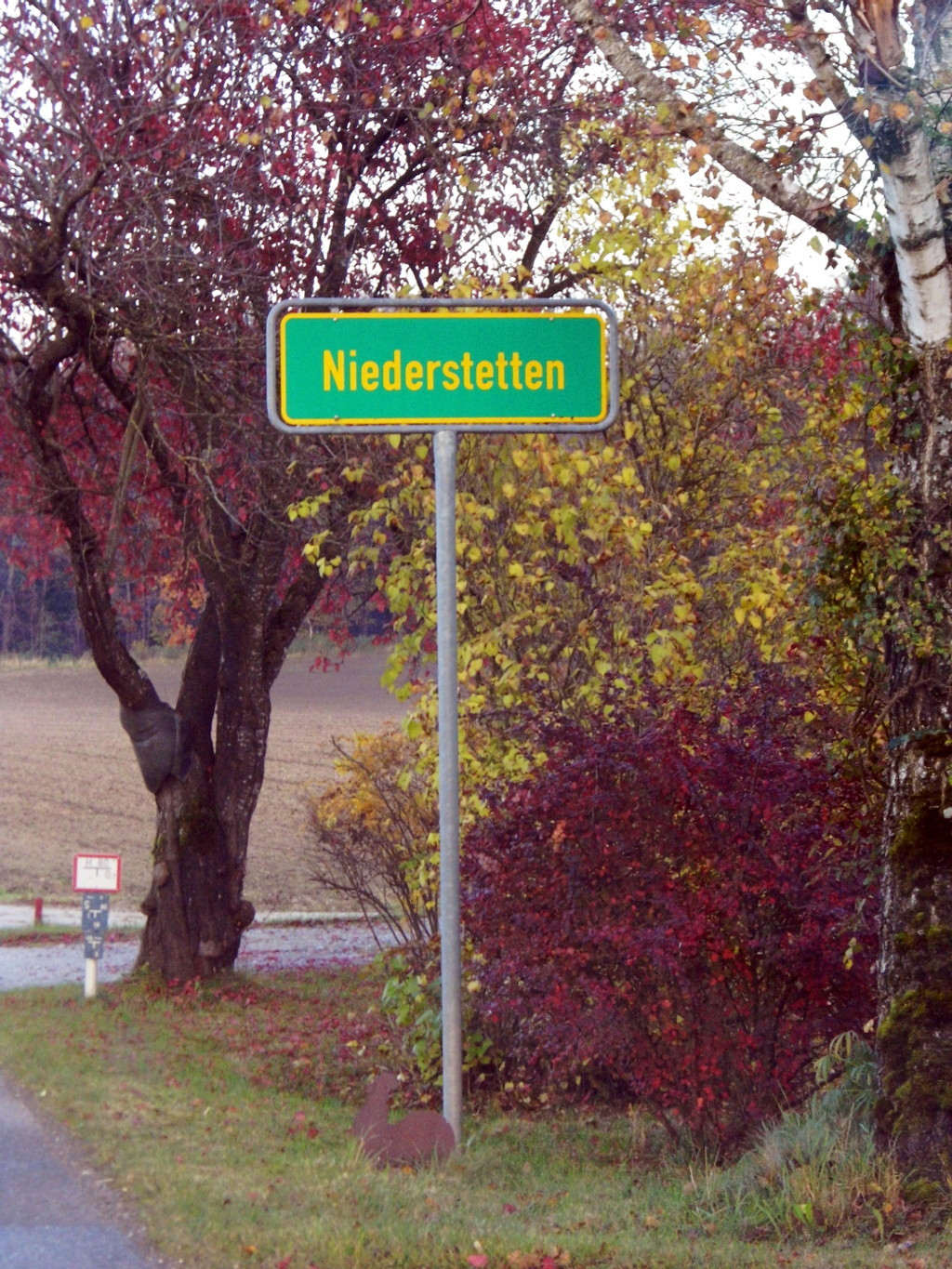
Grüne Ortshinweistafel auf die Einöde Niederstetten, Gemarkung Höhenrain

Niederstetten ist ein Ortsteil der Gemeinde Feldkirchen-Westerham. Die Einöde liegt im Nordosten der Gemeinde auf einer Höhe von 550 m ü. NN und hat vier Einwohner.
In römischer Zeit führte, vom Nachbarort Schnaitt herkommend und nach Großhöhenrain hinauf führend, unmittelbar an der heutigen Hofstelle von Niederstetten eine Route der Via Julia („Tabulastraße“) vorbei. Im Jahr 1752 wird Niederstetten mit zwei Anwesen erwähnt. Heute besteht Niederstetten aus einem Anwesen. Der Hausname des Anwesens lautet „Beim Kastner“. Niederstetten war bis 1978 Teil der Gemeinde Höhenrain, die im Zuge einer Gebietsreform in der heutigen Gemeinde Feldkirchen-Westerham aufging.
Koordinaten: 47° 56′ N, 11° 55′ O